# Nucleus for European Modelling of the Ocean
Il Nucleus for European Modelling of the Ocean (NEMO) è una piattaforma per la modellizzazione dell'oceano per attività di ricerca e servizi previsionali in ambito oceanografico e nelle scienze del clima, sviluppato da un consorzio europeo di centri di ricerca.

## Composizione
NEMO è una piattaforma di modellizzazione dell'oceano composta da diversi modelli e tecniche numeriche per l'utilizzazione e il trattamento dei dati in entrata e in uscita. Ha tre componenti principali:
- NEMO-OCE: modellizza la dinamica e la termodinamica dell'oceano e integra le equazioni primitive.
- NEMO-ICE: (SI3: Sea-Ice Integrated Initiative) modellizza la dinamica, la reologia e la termodinamica del ghiaccio marino.
- NEMO-TOP: ("Tracer in the Ocean Paradigm") modellizza il trasporto di traccianti oceanici e processi biogeochimici (fornendo un'interfaccia a modelli della biogeochimica marina, come ad esempio PISCES o BFM[2])

Inoltre include le seguenti capacità:
- Creazione e utilizzo di griglie regionali annidate a risoluzione maggiore attraverso il pacchetto di nesting bi-direzionale AGRIF
- Input-Output parallelo e/o asincrono attraverso XIOS[3]
- Interfaccia di accoppiamento ad altre componenti del sistema climatico basato su OASIS[4]

## Griglia
NEMO è disponibile in varie configurazioni.
Le configurazioni globali utilizzano le griglie tripolari ORCA, che permettono di coprire l'intero dominio oceanico senza punti di singolarità. Infatti la griglia formata dai meridiani e dai paralleli possiede due singolarità: il Polo Nord e il Polo Sud. In prossimità di questi due punti la dimensione delle maglie tende a zero, rendendo problematico l'utilizzo delle equazioni di modellizzazione. Per superare il problema, i poli delle griglie ORCA sono riposizionati sulla sfera terrestre in modo da situarsi su continenti. Dato che il Polo Sud è localizzato sul continente Antartico, non è richiesta una modifica della griglia standard, mentre il Polo Nord, che invece si trova sull'Oceano Artico, viene rimpiazzato da due punti situati uno in America del Nord e l'altro in Siberia. La griglia ORCA è disponibile in diverse risoluzioni orizzontali che vanno da circa 2 gradi a 1/16 di grado.

## Sviluppo
Lo sviluppo di NEMO è organizzato e controllato da un consorzio europeo di centri di ricerca (NEMO Consortium) creato nel 2008. Attualmente i membri del consorzio sono:
- Centre National de Recherche Scientifique (CNRS), Francia
- Mercator-Océan, Francia
- National Environmental Research Council (NERC), Regno Unito
- Met-Office, Regno Unito
- Centro euro-Mediterraneo sui Cambiamenti Climatici (CMCC), Italia (dal 2011)